# Ketorolac
Ketorolac, được bán dưới tên Toradol cùng với các nhãn khác, là một loại thuốc chống viêm không steroid (NSAID) được sử dụng để điều trị đau. Cụ thể nó được khuyến khích cho đau vừa đến nặng. Thời gian điều trị được đề nghị là ít hơn sáu ngày. Nó được sử dụng bằng miệng, bằng cách tiêm tĩnh mạch hoặc tiêm cơ bắp, và dưới dạng thuốc nhỏ mắt. Hiệu ứng bắt đầu trong vòng một giờ và kéo dài đến tám giờ.
Các tác dụng phụ thường gặp bao gồm buồn ngủ, chóng mặt, đau bụng, sưng và buồn nôn. Tác dụng phụ nghiêm trọng có thể bao gồm chảy máu dạ dày, suy thận, đau tim, co thắt phế quản, suy tim và sốc phản vệ. Sử dụng không được khuyến cáo trong phần cuối của thai kỳ hoặc trong thời gian cho con bú. Ketorolac hoạt động bằng cách ngăn chặn cyclooxygenase 1 và 2 (COX1 và COX2), do đó làm giảm sản xuất prostaglandin.
Ketorolac được cấp bằng sáng chế vào năm 1976 và được chấp thuận cho sử dụng y tế vào năm 1989. Nó là có sẵn như là một loại thuốc gốc. Tại Vương quốc Anh, chi phí NHS ít hơn 1£ mỗi liều tiêm vào năm 2019. Tại Hoa Kỳ, chi phí bán buôn của số thuốc này là khoảng 1,50 USD. Năm 2016, đây là loại thuốc được kê đơn nhiều thứ 296 tại Hoa Kỳ với hơn một triệu đơn thuốc.

## Sử dụng trong y tế

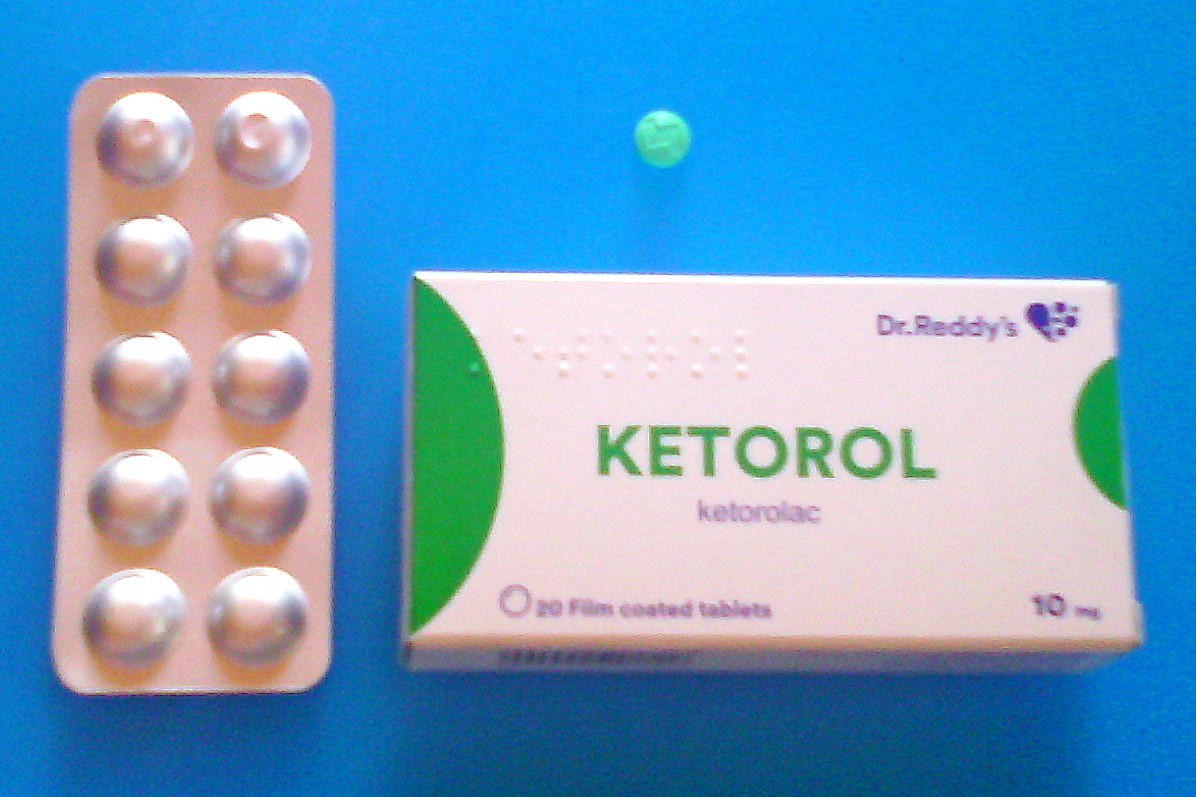
Vỉ thuốc Ketorolac tại Nga

Ketorolac được sử dụng để kiểm soát cơn đau từ trung bình đến nặng. Nó thường không được quy định lâu hơn năm ngày,  do khả năng gây tổn thương thận.
Ketorolac có hiệu quả khi dùng cùng với paracetamol để kiểm soát cơn đau ở trẻ sơ sinh vì nó không làm suy hô hấp như opioid. Ketorolac cũng là một chất bổ trợ cho thuốc opioid và cải thiện giảm đau. Nó cũng được sử dụng để điều trị đau bụng kinh. Ketorolac được sử dụng để điều trị viêm màng ngoài tim vô căn, nơi nó làm giảm viêm.